# Royal SMIT Transformers
Royal SMIT Transformers B.V. is een Nederlands bedrijf uit Nijmegen, gespecialiseerd in het ontwikkelen en produceren van vermogenstransformatoren. Sinds 2000 is het onderdeel van de SGB-SMIT Groep.

## Geschiedenis
Ondernemer Willem Smit richtte, samen met Adriaan Pot, op 1 november 1882, de Electrisch-Licht-Machinen Fabriek Willem Smit & Co op. Het bedrijf produceerde elektrische verlichting, dynamo’s, schakelborden, (elektro)motoren, transformatoren en andere elektrische installaties. Begin 20e eeuw steeg de vraag naar transformatoren zo sterk dat uitbreiding van de fabriek noodzakelijk was. Dit bleek op de huidige plek in Slikkerveer niet mogelijk te zijn.  Willem Smit motiveerde zijn ingenieur Thomas Rosskopf (hoofd afdeling transformatorenbouw) om een zelfstandige speciale vennootschap op te richten voor de bouw van transformatoren. Men week uit naar Nijmegen, de stad waarvoor het bedrijf in 1885 de eerste elektrische straatverlichting in Nederland had gerealiseerd. Rosskopf associeerde zich met Ir. A. J. Bergsma en op 2 mei 1913 werd officieel de Willem Smit & Co's Transformatoren N.V. opgericht. Willem Benjamin Smit was hierbij geldschieter, commissaris en naamgever.

## Groei
Vanwege de Eerste Wereldoorlog en de hoge koperprijs werd in 1915 Smit Draad opgericht, tevens aan de Groenestraat, in een voormalig bedrijfspand van een pottenbakkerij. Hier werd dynamodraad getrokken en gewikkeld, waaraan in de volgende decennia andere draadsoorten werden toegevoegd zoals vanaf 1950 Duroflexdraad. In de eigenlijke fabricage van transformatoren werden stappen gezet qua omvang, spanning en uitvoering. Daarnaast werd het productieprogramma uitgebreid met verwante artikelen zoals vanaf 1925 verplaatsbare lastransformatoren. Ook de bijbehorende laselectroden kwamen uit eigen fabriek en werden onder de merknaam ELARC een groots succes. Steeds meer bewerkingen die eerder uitbesteed werden vonden in eigen huis plaats, het personeelsbestand nam toe van 50 in 1914 tot 400 in 1928. In 1930 werd de fabriek van de Automatic Screw Works aan de Groenestraat overgenomen. In de crisisjaren werden oliefilterpersen en -doorslagapparatuur naast hete luchtdrogers vervaardigd. In 1935 startte men met de productie van industrieovens.

## Fusies
Na de bevrijding deelde de Transformatorenfabriek in de industriële opbloei. Tussen 1913 en 1953 breidde het oppervlak van het bedrijfsterrein zich uit van 2300 m² tot 37.000 m². Midden 1951 werkten er al 1140 personen, eind 1954 ruim 1500. De NV nam Olthof's Transformatorenfabriek te Ede (gemeente) over die evenals de NV Mij. tot exploitatie van Transportwagens te Nijmegen een 100% dochteronderneming was. Eind 1960 werd gefuseerd met EMF Dordt, AFO in Hattem en Coq in Utrecht.
In 1966 omvatte het bedrijf in Nijmegen de volgende bedrijven: Transformatorenfabriek Nijmegen (tevens in Ede), Draadfabriek, Ovenfabriek, Afdeling elektrisch lassen en Afdeling regeltechniek. In 1969 fuseert Smit met Holec. Door economische recessies kreeg het bedrijf te maken met reorganisaties en massaontslagen waarbij eind jaren 1970 Smit Nijmegen werd omgedoopt tot Holec Transformatorgroep. Deze werd op de beurt onderdeel van het Begemann conglomeraat, waaruit Smit in 1994 weer werd losgemaakt. Inmiddels liep de werkgelegenheid weer op, van 297 werknemers in 1990 tot 445 in 1994.  

## Marktleider
In 2000 ontstaat de SGB-SMIT Groep. In 2004 wordt SGB-SMIT Groep door RWE verkocht aan de investeringsmaatschappij HCP Capital Group waarna in 2008 SGB-SMIT wordt overgenomen door BC Partners. In 2017 verkoopt BC partners het concern aan One Equity Partners, onderdeel van JPMorgan Chase. Het bedrijf kreeg bij gelegenheid van het honderdjarig bestaan in 2013 het predicaat 'koninklijk'. Royal SMIT Transformers ontwerpt, produceert en test grote vermogenstransformatoren, (faseverschuivende) dwarsregeltransformatoren en compensatiespoelen en behoort tot de marktleiders met klanten in meer dan 134 landen.

## Afbeeldingen

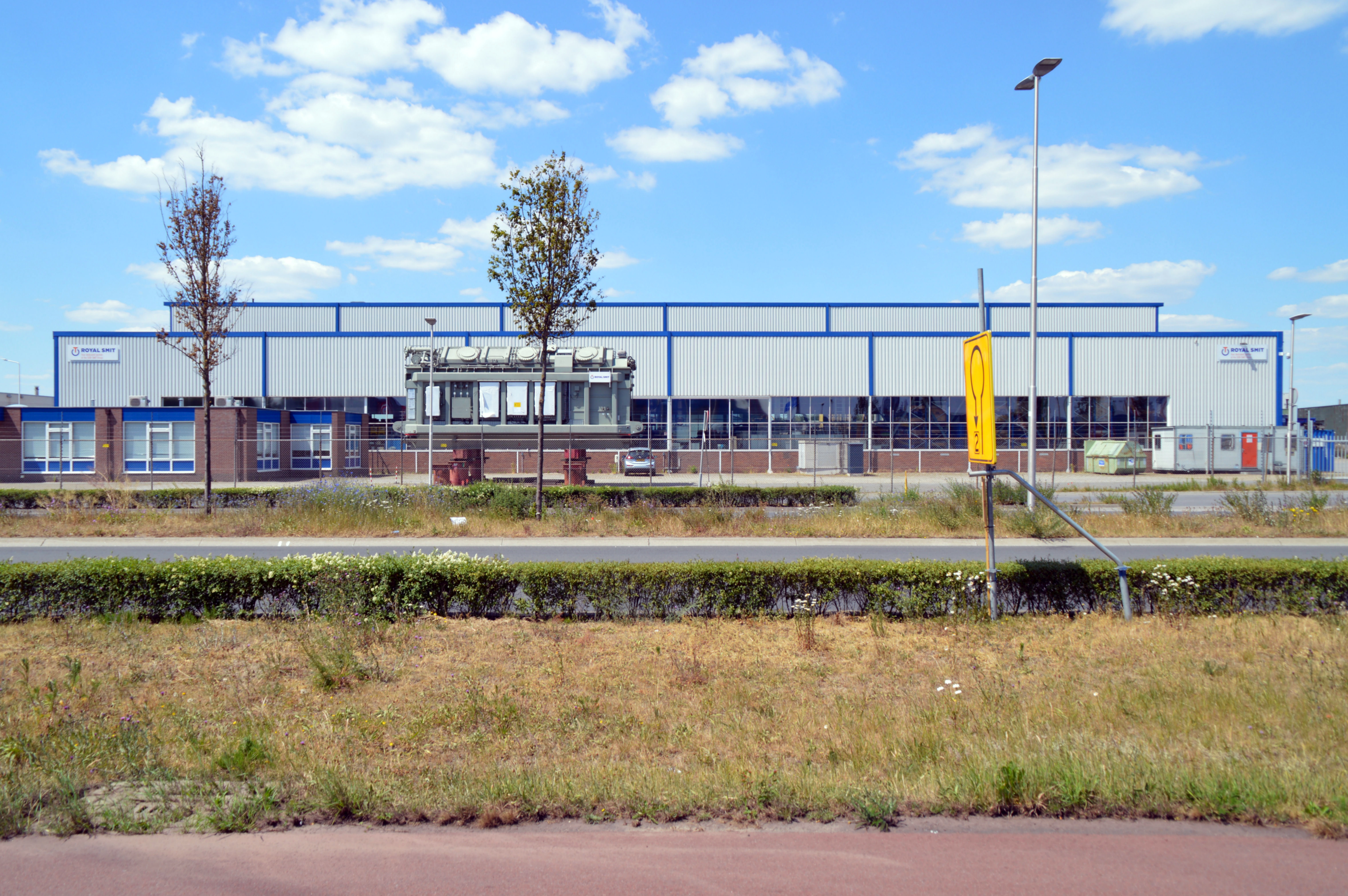
Smit Transformer Service, Energieweg 16-34 Nijmegen met haven. Dit is een dependance van Royal Smit Transformatoren en hier worden reparaties en onderhoudswerkzaamheden uitgevoerd aan alle mogelijke typen transformatoren. Daarnaast worden ook regelschakelaar-problemen opgelost.
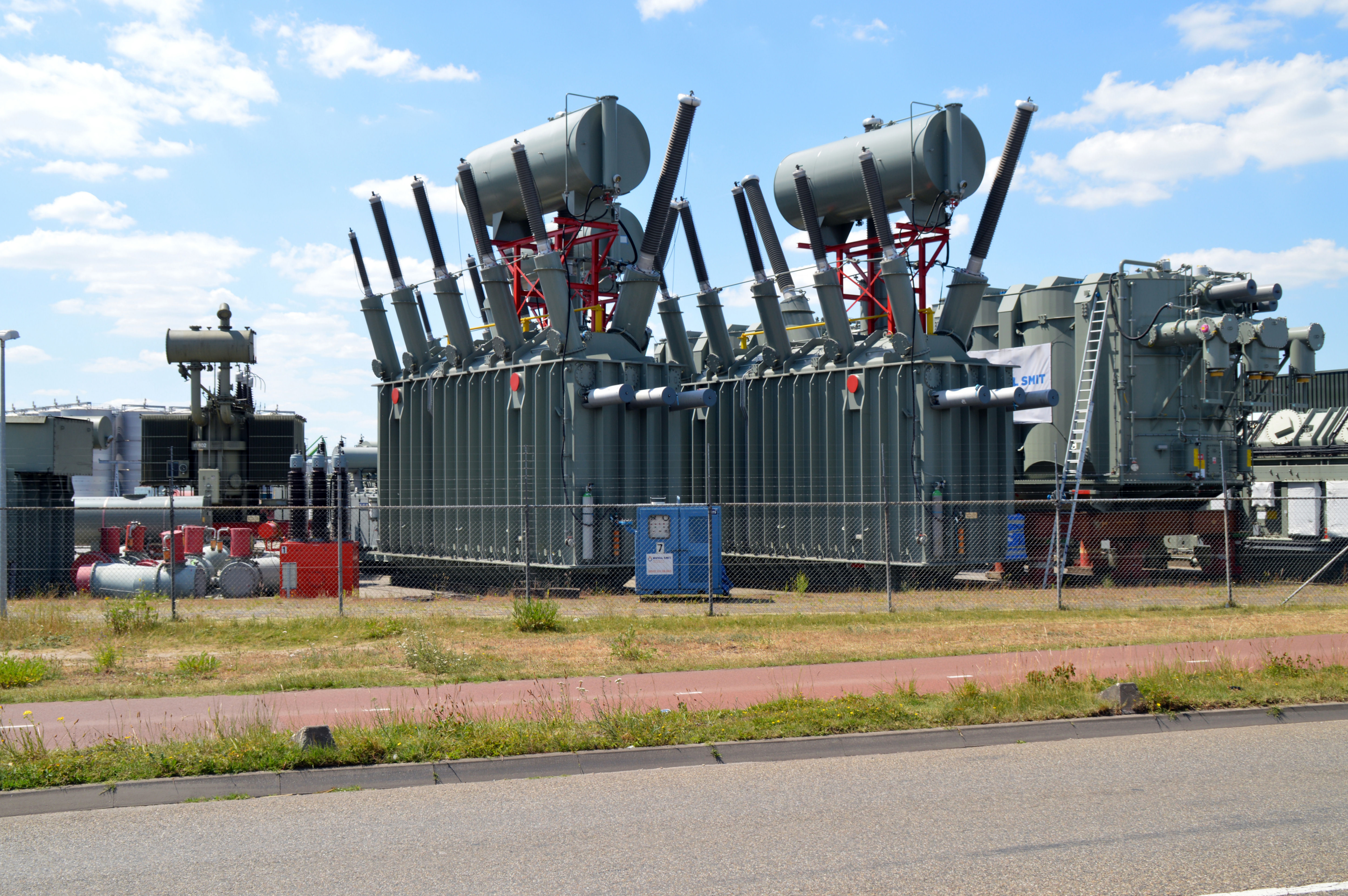
Vermogentransformators
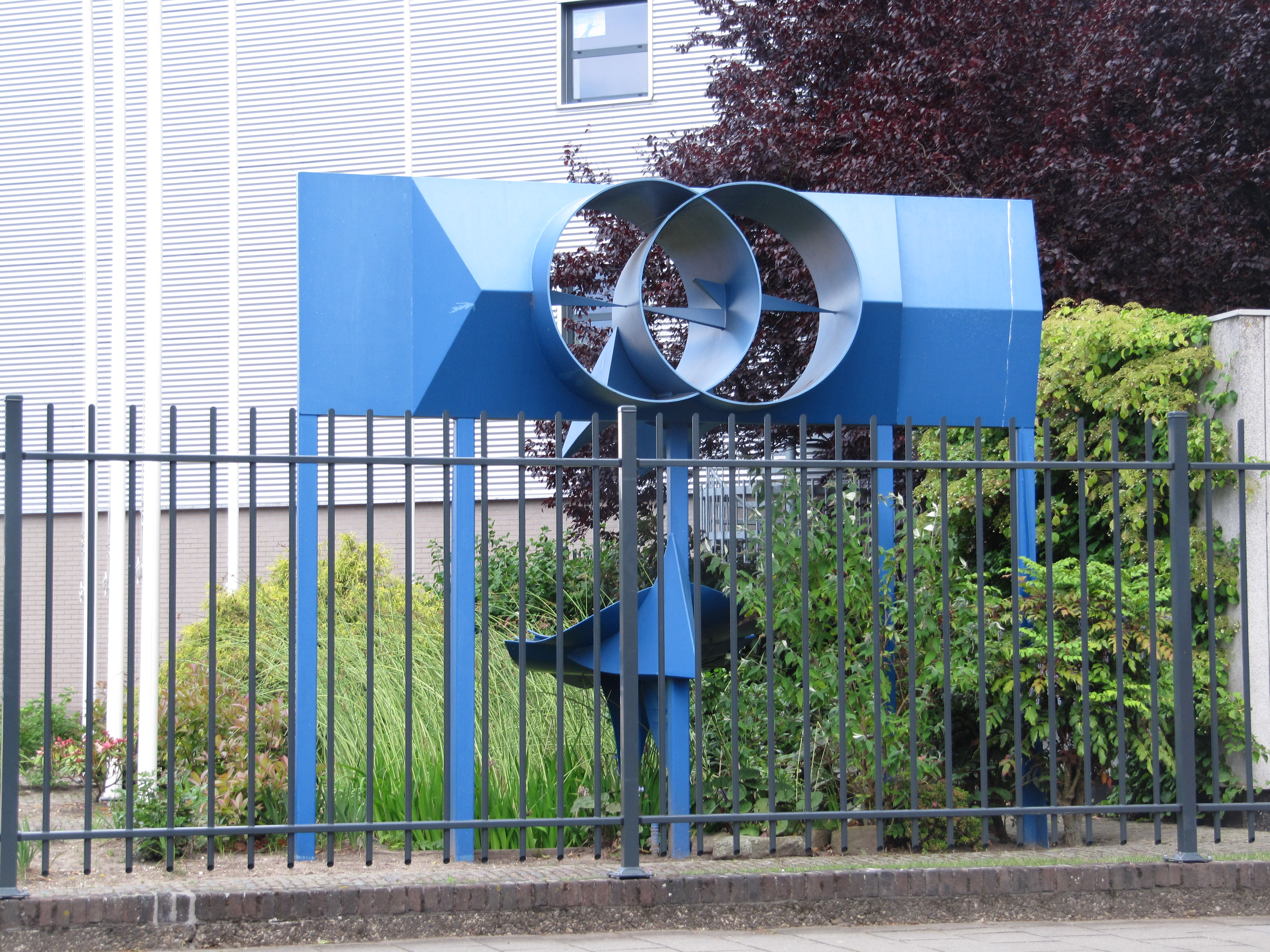
Sculptuur Blauwe fontein, Stroming van Ed van Teeseling bij de ingang van Smit Transformatoren aan de Groenestraat
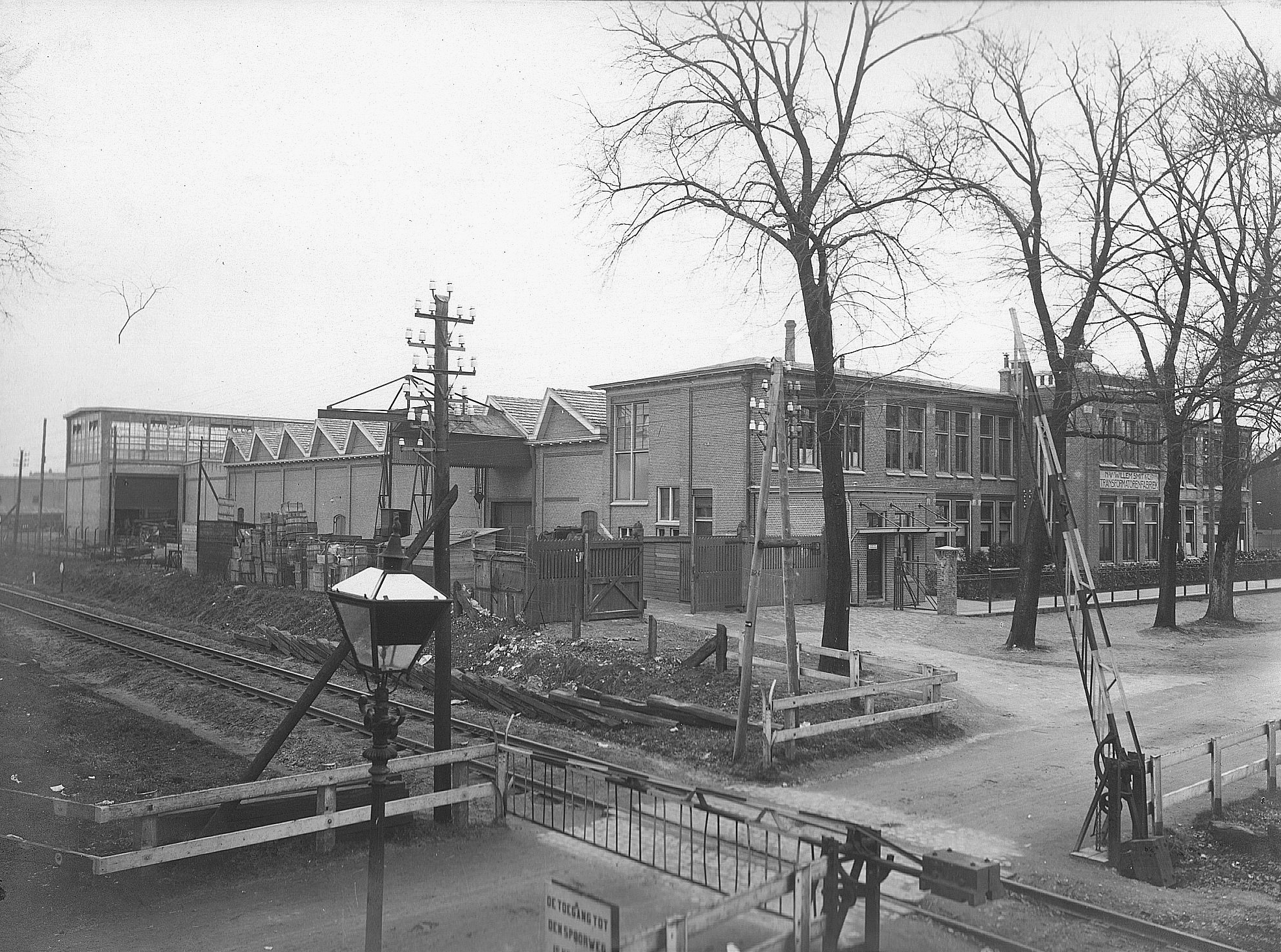
Spoorwegovergang van de spoorlijn Nijmegen-'s Hertogenbosch v.v. met op de achtergrond N.V. Willem Smit en Co's Transformatorenfabriek (1920)
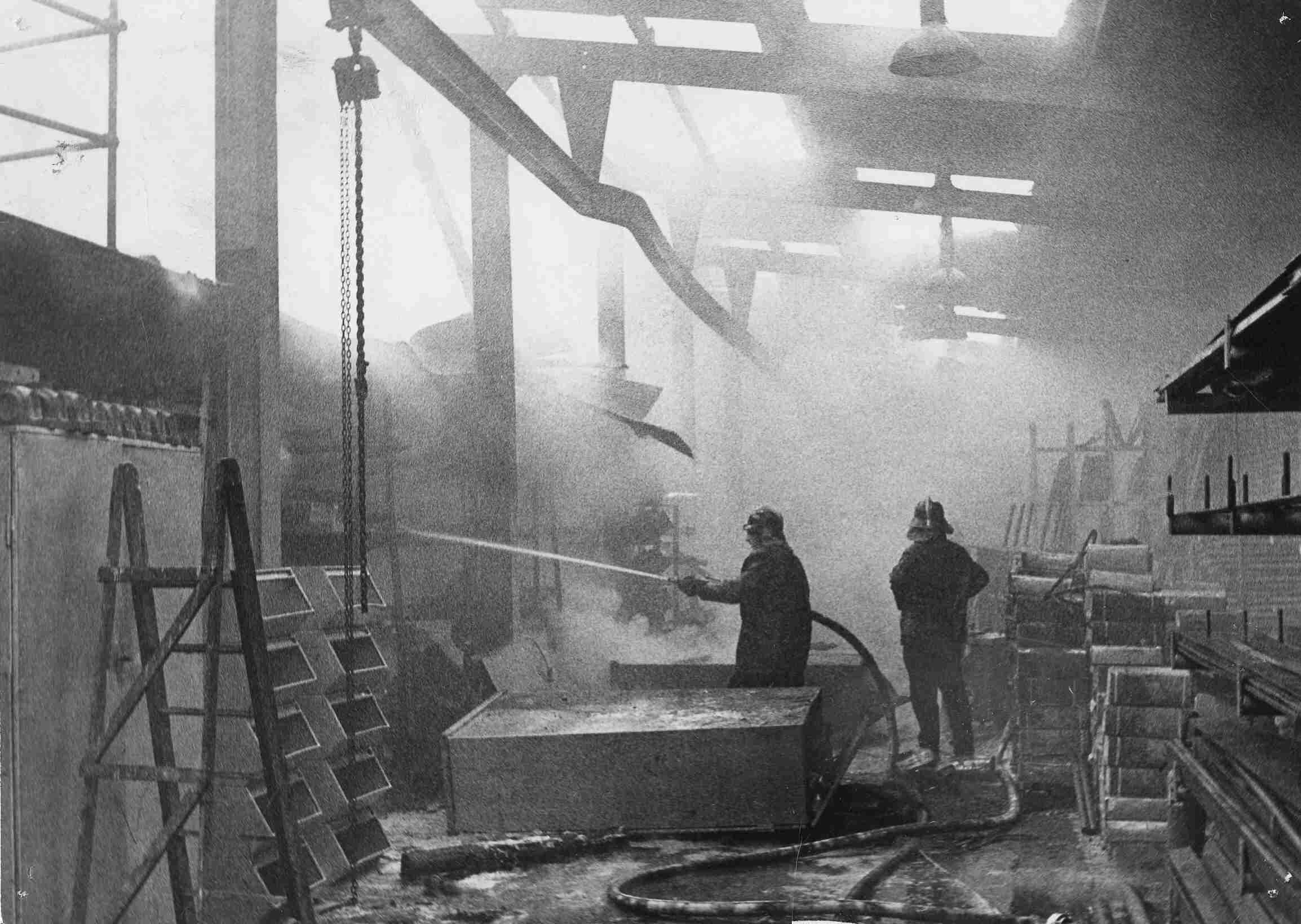
Brand bij Willem Smit